# Aide à la visée
Dans les jeux vidéo, l'aide à la visée, également appelé aim assist en anglais, est une fonctionnalité conçue pour aider les joueurs à viser. On la retrouve couramment dans les jeux de tir à la première personne (FPS) et c'est un élément particulièrement conçu pour les joueurs qui utilisent des périphériques de type contrôleurs, par opposition à une souris et un clavier.

## Contexte et description
Viser avec la lunette d'une arme est un élément clé des jeux de tir à la première personne. Permettant des mouvements et une visée plus précis, la souris et le clavier sont considérés comme les périphériques d'entrée les plus simples et intuitifs,. Les joysticks d'un contrôleur étant plus difficiles à utiliser, les développeurs de FPS incluent l'assistance à la visée comme outil pour ceux qui utilisent des contrôleurs,.
La fonction d'aide à la visée permet de guider automatiquement le réticule d'un joueur utilisant un contrôleur. Les jeux contemporains de type joueur contre joueur (JcJ) utilisent cette fonctionnalité pour « ralentir le mouvement du réticule lorsqu'un ennemi entre dans une certaine portée du réticule du joueur ». Il est également à noter que les jeux incluent l'aide à la visée comme une fonctionnalité qui peut être désactivée. Un élément de l'aide à la visée est le zoom instantané, que PC Gamer décrit comme une « force invisible qui guide le réticule d'un joueur de manette vers la tête ou le corps d'un ennemi lorsqu'il vise tant qu'il regarde dans la direction de l'ennemi, et maintient la visée verrouillée pendant un certain temps ».
Certains joueurs utilisent des programmes de remappage tiers, des logiciels qui usurpent leur entrée clavier et souris pour tromper une console en lui faisant croire qu'ils utilisent un contrôleur. Cela permet au joueur de bénéficier de la précision de la souris et de l'aide à la visée,. En réponse, les développeurs utilisent des logiciels anti-triche pour détecter ces programmes de remappage tiers et bannissent les joueurs qui les utilisent.

## Histoire
Avec l'essor des jeux utilisant le crossplay, l'aide à la visée commence à être davantage prise en compte par les joueurs, les développeurs et les éditeurs de jeux vidéo. Les joueurs PC utilisent principalement les périphériques clavier et souris, bien que la fonction d'aide à la visée soit généralement disponible pour tous les joueurs avec contrôleur, même lorsqu'ils jouent sur des plates-formes PC. Ces joueurs expliquent que l'aide à la visée est une mécanique surpuissante, donnant aux joueurs contrôleurs un avantage injuste. Souvent, les développeurs de jeux incluant ce mécanisme ont « poliment ignoré » les demandes visant à affaiblir la fonctionnalité. En effet, les cas de correctifs apportés à la fonctionnalité et conçus pour atténuer ses avantages perçus, comme a pu le faire The Finals en janvier 2024, sont considérés comme rares. La désactivation complète de la fonctionnalité dans les matchs PC-console est une autre réponse des développeurs, bien que ce ne soit pas une solution disponible pour les jeux qui ne présentent pas d'option permettant aux joueurs de désactiver le crossplay.

### Dans l'e-sport
Bien que les joueurs aient exprimé leurs inquiétudes quant aux avantages injustes accordés par l'outil, l'aide à la visée n'est pas considérée comme de la « triche ». Il est en effet constaté que les joueurs passent activement du clavier et souris au contrôleur pour obtenir des avantages compétitifs. En tant que fonctionnalité intentionnelle des jeux, l'outil d'aide à la visée est utilisé dans certains tournois professionnels, comme notamment Call of Duty ou Apex Legends.

### Dans d'autres genres
Bien que cela soit souvent évoqué dans le contexte du genre FPS, l'aide à la visée est aussi utilisée dans d'autres types de jeux. Le jeu de rôle (RPG) Diablo IV, qui propose un gameplay joueur contre environnement, dispose d'un système de visée automatique. Cette fonctionnalité peut être désactivée dans les paramètres du jeu.